# Dept. Q - Sezione casi irrisolti
Dept. Q - Sezione casi irrisolti (Dept. Q) è una serie televisiva britannica tratta dai romanzi dello scrittore danese Jussi Adler-Olsen e trasmessa su Netflix dal 2025.

## Trama
Edimburgo (Scozia). L'irriverente e misantropo Detective Ispettore Capo Carl Morck torna al lavoro dopo essere sopravvissuto a una sparatoria in cui il collega e amico James Hardy è rimasto paralizzato e una giovane recluta ha perso la vita. Il governo ha deciso di istituire un nuovo dipartimento di polizia, la Sezione Q, per affrontare i crimini rimasti irrisolti così, la Sovrintendente Capo Moira Jacobson, mette Morck a capo di questa nuova sezione e gli assegna il civile Akram Salim - ex poliziotto siriano con un passato tragico alle spalle - e l'Agente Investigativo Rose Dickinson, affetta da DOC e da PTSD.

## Episodi
| Stagione       | Episodi | Distribuzione UK | Distribuzione Italia |
| -------------- | ------- | ---------------- | -------------------- |
| Prima stagione | 9       | 2025             | 2025                 |

## Personaggi e interpreti

### Personaggi principali
- Detective Ispettore Capo Carl Morck: capo del Dept. Q; ha un figliastro, Jasper Stewart, di cui si prende cura. È interpretato da Matthew Goode e doppiato da Gianfranco Miranda
- Procuratrice Merritt Lingard: procuratrice della Corona Britannica alle dipendenze di Stephen Burns; ha un fratello maggiore, William, con deficit cognitivi. È interpretata da Chloe Pirrie e doppiata da Simone D'Andrea
- Detective Ispettore James Hardy: ex partner di Morck rimasto ferito gravemente durante una sparatoria. È interpretato da Jamie Sives e doppiato da Stefano Alessandroni
- Lord Procuratore Stephen Burns: Lord procuratore della Corona Britannica e, quindi, capo di Merritt. È interpretato da Mark Bonnar e doppiato da Francesco Prando
- Akram Salim: ex poliziotto siriano arrivato con le due figlie nel Regno Unito quattro anni fa. È interpretato da Alexej Manvelov e doppiato da Gabriele Sabatini
- Agente Investigativo Rose Dickson: brillante poliziotta affetta da DOC e da PTSD che è alla ricerca di una rivincita. È interpretata da Leah Byrne e doppiata da Domitilla D'Amico
- Sovrintendente Capo Moira Jacobson: capo della stazione di polizia in cui lavora Morck. È interpretata da Kate Dickie e doppiata da Antonella Alessandro
- Claire Marsh: badante di William Lingard. È interpretata da Shirley Henderson e doppiata da Georgia Lepore
- Dr.ssa Rachel Irving: sostituto psicologa del dipartimento di polizia. È interpretata da Kelly Macdonald e doppiata da Mattea Serpelloni

### Altri personaggi
- DCI Logan Bruce, DC Clark e DC Wilson: squadra incaricata di indagare sulla sparatoria a Leith Park. Sono interpretati rispettivamente da Kal Sabir, Aron Dochard e Catriona Stirling
- Sam Haig / Lyle Jennings: interpretato da Steven Miller e doppiato da Edoardo Stoppacciaro
- Liam Taylor: procuratore della Corona Britannica collega di Merritt. È interpretato da Patrick Kennedy
- Ailsa Jennings: madre di Harry e Lyle. È interpretata da Alison Peebles
- William Lingard: fratello disabile di Merritt. È interpretato da Tom Bulpett
- Jasper Stewart: figliastro di Morck. È interpretato da Aaron McVeigh

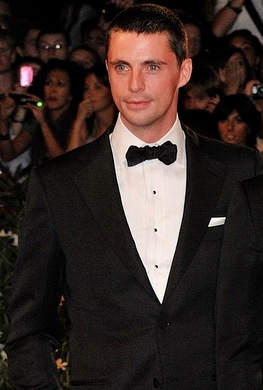
Matthew Goode interpreta Carl Morck
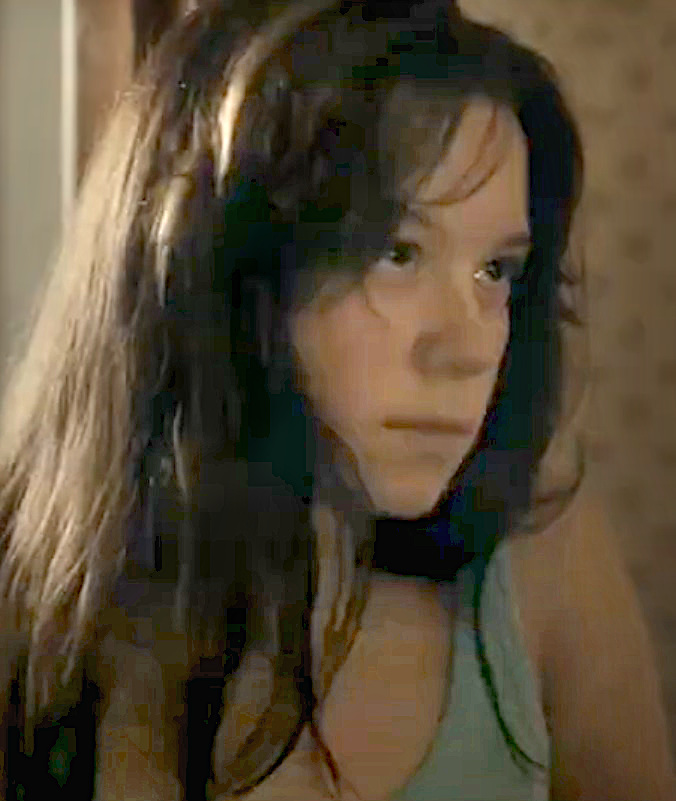
Chloe Pirrie interpreta Merritt Lingard
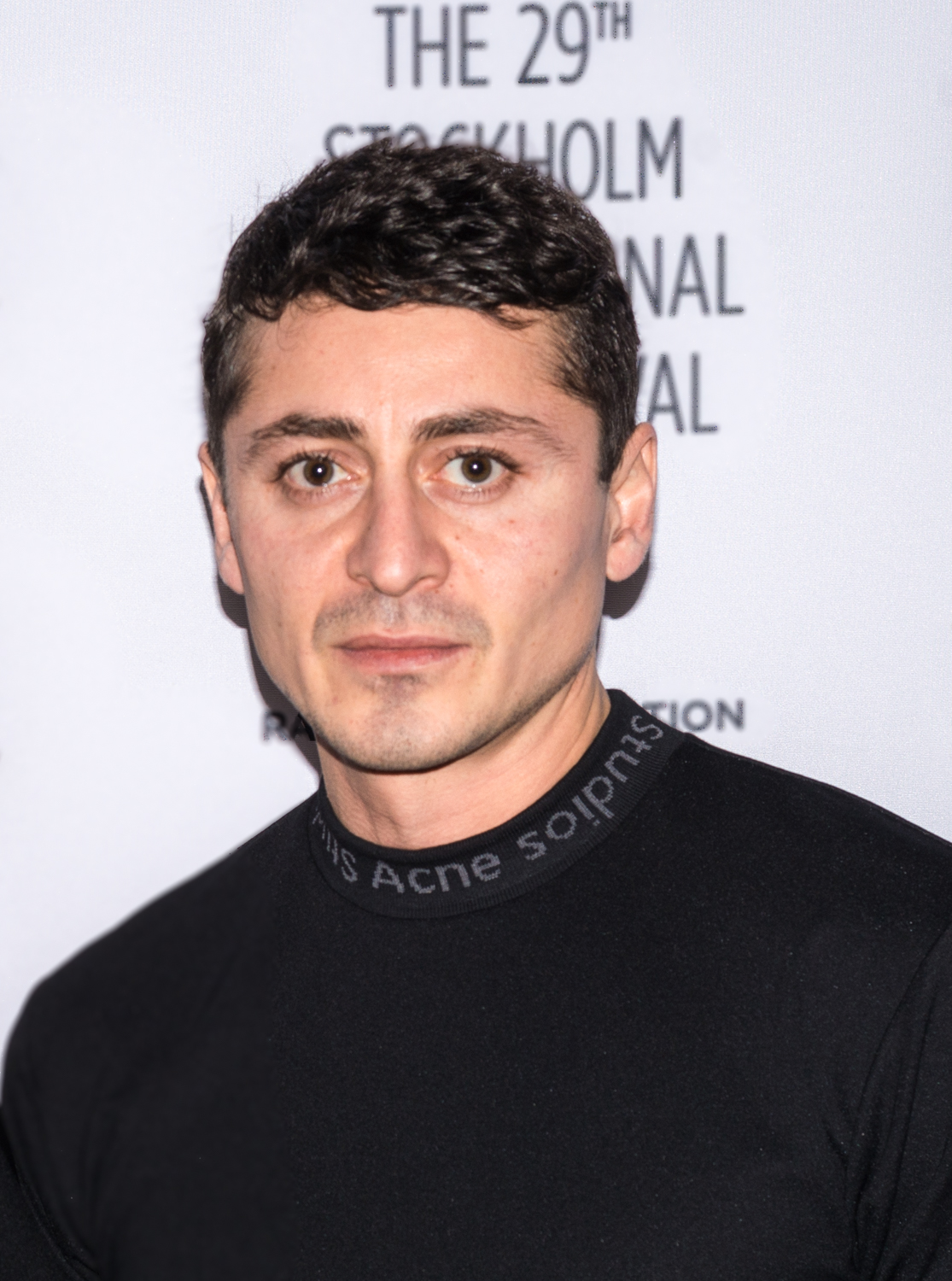
Alexej Manvelov interpreta Akram Salim
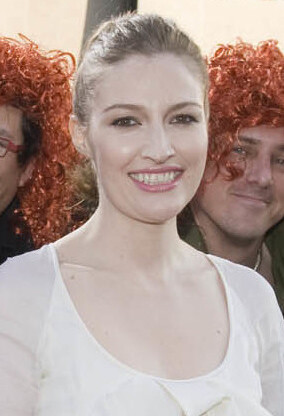
Kelly Macdonald interpreta Rachel Irving

## Produzione
Il 27 aprile 2023 è stato annunciato che il regista statunitense Scott Frank, con la co-sceneggiatura di Chandni Lakhani e la produzione di Left Bank Pictures, stava lavorando su un adattamento del romanzo La donna in gabbia - il primo serie sulla Sezione Q - di Jussi Adler-Olsen per Netflix .
Il 6 febbraio 2024 Stephen Greenhorn e Colette Kane si sono uniti al team di sceneggiatori, con Frank alla regia dei primi due episodi della serie. Matthew Goode, Chloe Pirrie, Alexej Manvelov, Leah Byrne e Kelly Macdonald sono stati ingaggiati per interpretare i ruoli principali. L'ambientazione della serie è stata spostata da Copenaghen a Edimburgo, dove le riprese hanno avuto luogo tra febbraio e giugno 2024.